# Акриты

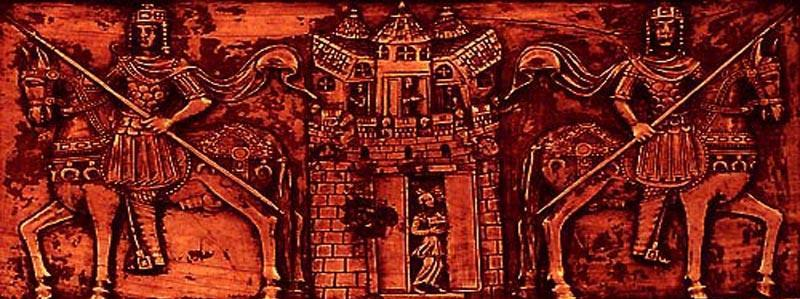
Византийские акриты

Карта византийско-арабской пограничной зоны

Акриты (греч. ακρίτες) — особое сословие в Византийской империи, представлявшее собою организованные общины свободных крестьян-воинов, поселения которых располагались в окраинных районах Малой Азии. Их деяния вдохновили население Византии на создание поэмы «Дигенис Акрит» и цикла Акритских песен.
Термин возник из греческого слова др.-греч. ᾰ̓́κρον/ἄκρα, означавшего границу, и был схож по смыслу с лимитанами, использовавшимися в поздней римской армии для охраны границы лимесов. В официальных византийских документах термин, используемый в описательной манере, обобщая всех защитников восточной пограничной зоны, включая мусульман. Образ акритов появился в большой степени под влиянием песен о них и был посвящён военным на границах империи. В действительности войска, размещённые вдоль границ Византии, были смесью профессиональных войск и местного ополчения, таких как акриты или апелаты (απελάτες).
Акриты являлись лёгкой пехотой, набираемой из местного византийского населения и армян. Апелаты под руководством Никифора II Фоки действовали в качестве мародёров, разведчиков и пограничников в постоянных войнах Византии с её восточными соседями. Кроме лёгкой пехоты, силы пограничников были дополнены лёгкой кавалерией, называвшейся трапезиты или тасинарии. В случае арабского набега (razzia) они поднимали тревогу, помогали в эвакуации местного населения в различные цитадели, а затем начинали набеги на противника до прибытия подкрепления.
Многие из акритов были приверженцами армянской церкви, и большинство из них предоставляли защиту еретикам. Часто они также совершали разбойные нападения — на Балканах они были известны как хонсариой, что означает «воры» на болгарском языке, а в эпосе «Дигенис Акрит» — разбойники. Вопрос о том, были ли у этих людей также военные владения, наравне с другими солдатами из фем, занятыми земледелием, или они просто получали арендную плату от мелких хозяйств и были сосредоточены на своих военных обязанностях, до сих пор остается предметом споров. Однако их офицеры выбирались из местной аристократии.
Важность этого вида войск снизилась к концу десятого столетия, когда была радикально изменена структура защиты восточной границы, где было уменьшено количество фем, а войска были собраны в пять больших региональных команд, разделённых по тагмам. В первой половине XI века Византия наблюдала снижение опасности на Востоке, и охрана границы была уменьшена; вследствие этого упущения турки-сельджуки смогли укрепиться в Малой Азии.
Но при Мануиле I Комнине (правил в 1143—1180 годах) была реорганизована фемная система, по которой акриты в обмен на земельные участки и освобождение от налоговых выплат становились на защиту своих земель. Императору удалось возвратить Византии западную часть Малой Азии. Эта система существовала в Никейской империи для охраны анатолийской границы, особенно рядом с рекой Большой Мендерес, от вторжений турецких кочевников. Но верность акритов династии Ласкарисов вызвала в 1262 году восстание против узурпатора императорского трона — Михаила VIII Палеолога. После подавления восстания льготы акритов были отменены, а сами они вошли в состав регулярной армии. В XIII—XV веках Византия уступает туркам в регионе, что в конечном счёте привело к тому, что акриты как вид войск окончательно прекратили своё существование.